# Grand Prix de la Banque de l’Habitât
Der Grand Prix de la Banque de l'Habitât war ein tunesisches Straßenradrennen.
Das Eintagesrennen wurde im Kalender der UCI Africa Tour 2008 ausgetragen und dort in die UCI-Kategorie 1.2 eingestuft. Sieger wurde  der Algerier Azzedine Lagab mit 59 Sekunden Vorsprung auf die Tunesier Aymen Berini und Karim Jendoubi.